# Colotis protomedia
Colotis protomedia is een vlindersoort uit de familie van de Pieridae (witjes), onderfamilie Pierinae.
Colotis protomedia werd in 1829 beschreven door Klug.